# Paraleptomys
Paraleptomys é um gênero de roedores da família Muridae.

## Espécies
- Paraleptomys rufilatus Osgood, 1945
- Paraleptomys wilhelmina Tate e Archbold, 1941